# Fausse Piste
Fausse Piste (The Wrong Man) est un téléfilm américain réalisé par Jim McBride en 1993, d'après une histoire de Roy Carlson et un scénario de Michael Thomas.
Il est produit par Chris Chesser et Alan Beattie.

## Fiche technique
- Musique : Los Lobos
- Montage : Lisa Churgin
- Décors : Jeannine C. Oppewall
- Directeur de la photographie : Alfonso Beato

## Distribution
- John Lithgow : Phillip Mills
- Rosanna Arquette : Missy Mills
- Kevin Anderson (en) : Alex Walker
- Dolores Heredia : Rosita